# Streifenhaus (römisch)

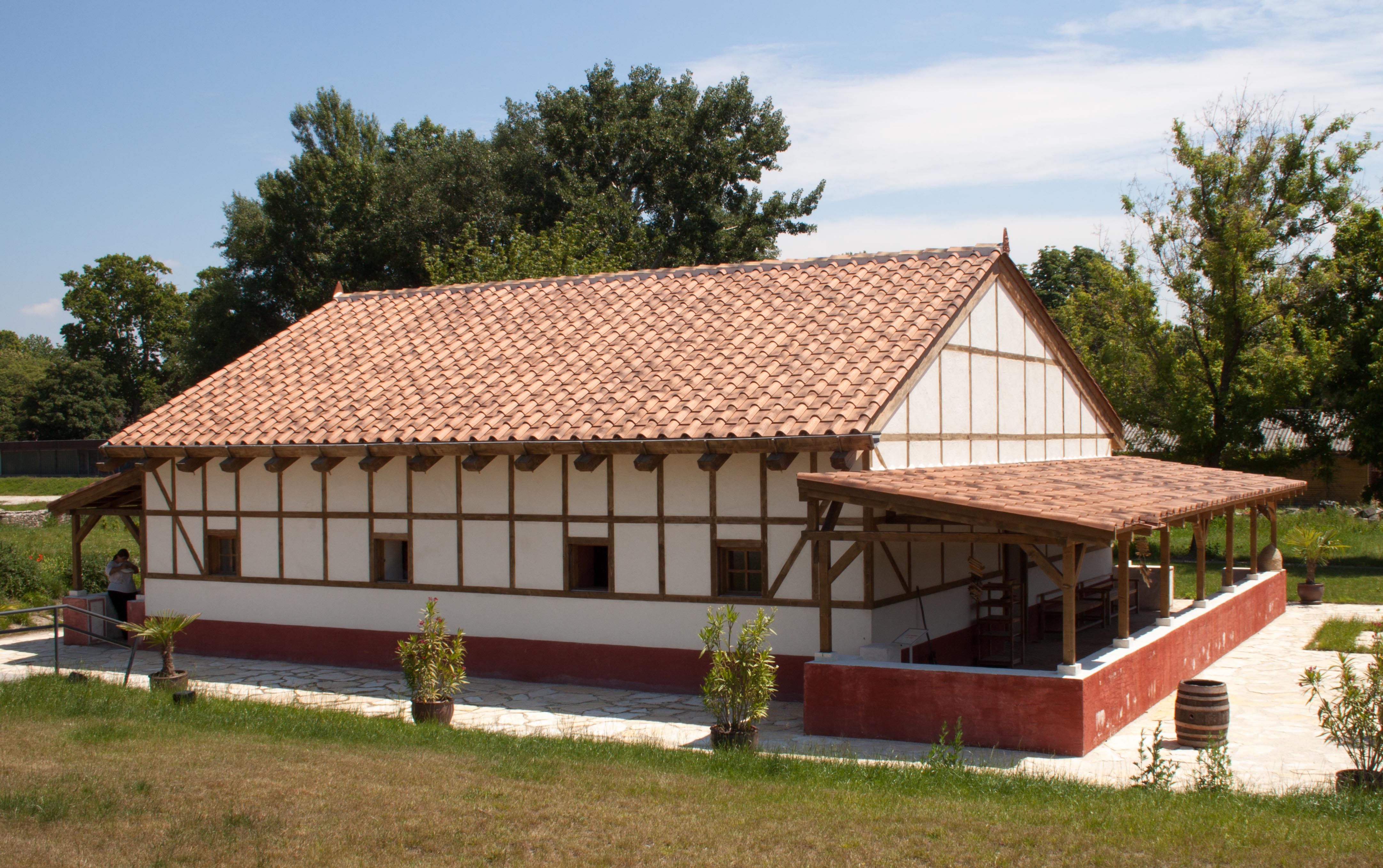
Rekonstruktion eines Streifenhauses der Lagervorstadt von Aquincum (2.–3. Jahrhundert)

Das Streifenhaus ist der charakteristische Häusertyp für die von einer gallorömischen Bevölkerung geprägten vici in den römischen Nordwestprovinzen. Ihr Vorhandensein ist aber auch in größeren Städten bezeugt.
Dieser Gebäudetyp war sehr schmal angelegt und reichte längsseitig von der Straße weg, um möglichst vielen Grundstücken innerhalb eines römischen vicus einen Zugang zur Durchgangsstraße zu gewähren. Die zugehörigen Parzellen waren an die Gebäudeform angepasst. Die Häuser konnten bis zu 40 Meter lang sein, waren dabei aber nur zwischen fünf und 16 Meter breit. Die Giebelseite ist in der Regel zur Straße angelegt.
Bei den untersuchten Streifenhäusern konnte bislang keine berufsspezifische Gliederung festgestellt werden. Die Gebäude können Wand an Wand gebaut worden sein, oder sie teilen sich eine Außenwand. Oft trennt ein schmaler Gang, ein so genannter ambitus die Häuser. An der der Straße abgewandten Seite befand sich oft ein Hof mit einem Ofen und/oder einem Brunnen. Die Raumaufteilung der Streifenhäuser variiert. Oft befindet sich an der Straßenfront ein schmaler Raum, der die gesamte Hausbreite einnimmt. Hier befand sich möglicherweise ein Ladenlokal, von dem aus die Kundschaft auf der Straße bedient werden konnte. Im rückwärtigen Bereich der vici dominieren Gebäudetypen mit einem großen Raum, aus dessen Ecken heraus Zimmereinteilungen vorhanden sind. Die Streifenhäuser in der römischen Provinz bildeten durch ihre Simse eine Überdachung für den Gehweg.
Anfang bis Mitte des 1. Jahrhunderts wurden die Häuser in Fachwerktechnik mit einer Schwellbalkenkonstruktion gebaut. Ab dem Ende des 1. Jahrhunderts wurden die Gebäude als Fachwerkhäuser mit Steinfundamenten, beziehungsweise ab dem 2. Jahrhundert gänzlich in Steinbauweise errichtet.
In der Entwicklung zum Steinbau spiegelt sich der zunehmende Wohlstand und die Konsolidierung der Provinzbevölkerung im 2. und am Anfang des 3. Jahrhunderts wider. So findet sich auch in Streifenhäusern zunehmend ab dem 2. Jahrhundert ein mit Wandmalereien ausgestatteter Wandverputz. Als die Siedlungen im Zuge der Germaneneinfälle in der zweiten Hälfte des 3. Jahrhunderts gebrandschatzt worden waren, wurden diese meist wieder in Fachwerkbauweise aufgebaut, wie das Beispiel Jülich (Iuliacum) zeigt.
Im Jahre 2009 wurden zwei Streifenhäuser (Laden und Werkstatt) auf dem Gelände des Vicus der Saalburg aufgebaut.